# Mohr (norwegische Familie aus Lunde)
Mohr ist eine norwegische Familie, deren Stammvater Christen Knudsen aus der Gemeinde Lunde auf Fünen (Dänemark) stammt. Dessen Enkel, Niels Jørgensen Mohr (1797–1875), kam nach Norwegen und führte ab 1828 in Bergen eine Gärtnerei und einen Saatguthandel. Mehrere seiner Nachkommen sind als Ärzte oder Künstler hervorgetreten, wie z. B. der Genetiker Otto Lous Mohr (1886–1967) oder der Maler Hugo Lous Mohr (1889–1970).
Mit der gleichnamigen Familie Mohr aus Bevern besteht keine Verwandtschaft.

## Stammbaum
Dieser Auszug berücksichtigt nur die Zweige, die zu prominenten Familienangehörigen führen. Wenn zwei, durch | getrennte Namen angeführt werden, ist der erste der Geburtsname und der zweite der Name, unter dem die Person bekannt geworden ist. Familiennamen werden bei ihrem ersten Auftritt fett dargestellt. Die vorangestellten Buchstaben dienen der Verdeutlichung der genealogischen Ebenen. Zum Beispiel werden die Nachkommen einer Person A# aufsteigend nach dem Geburtsdatum mit B1, B2, B3 usw. bezeichnet. B3 ist dann das drittälteste der hier angeführten Kinder von A#.

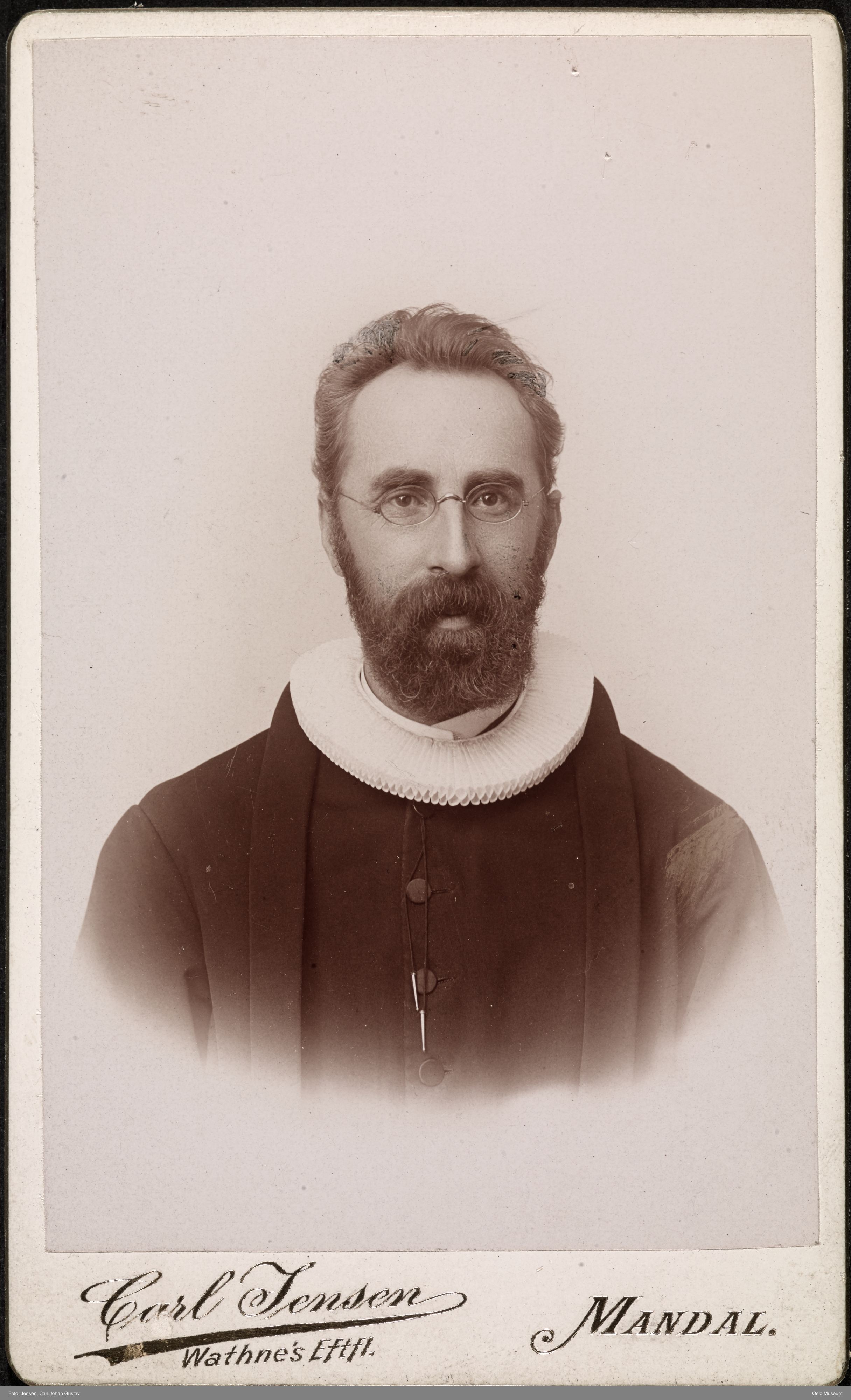
Olaf Eugen Mohr (1856–1933)
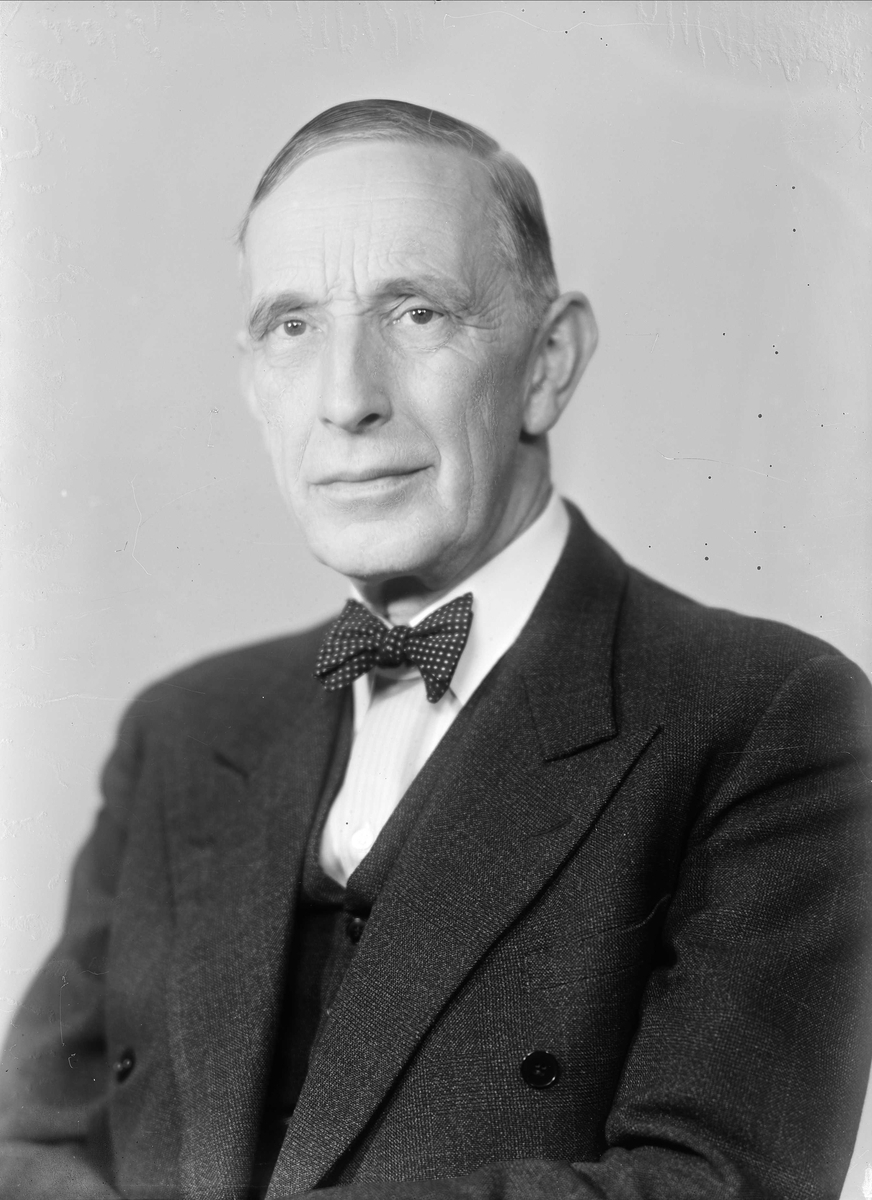
Otto Lous Mohr (1886–1967)
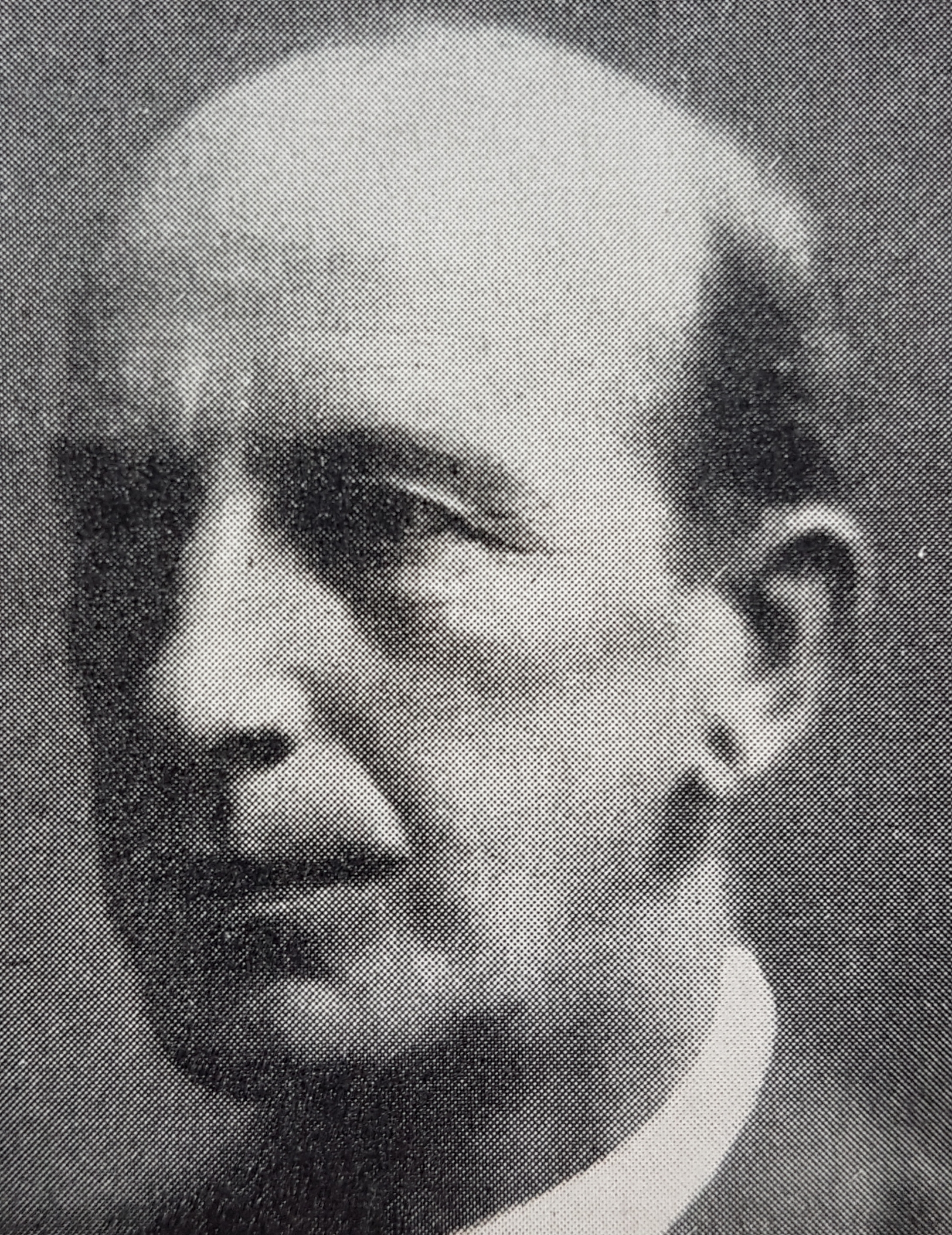
Hugo Lous Mohr (1889–1970)
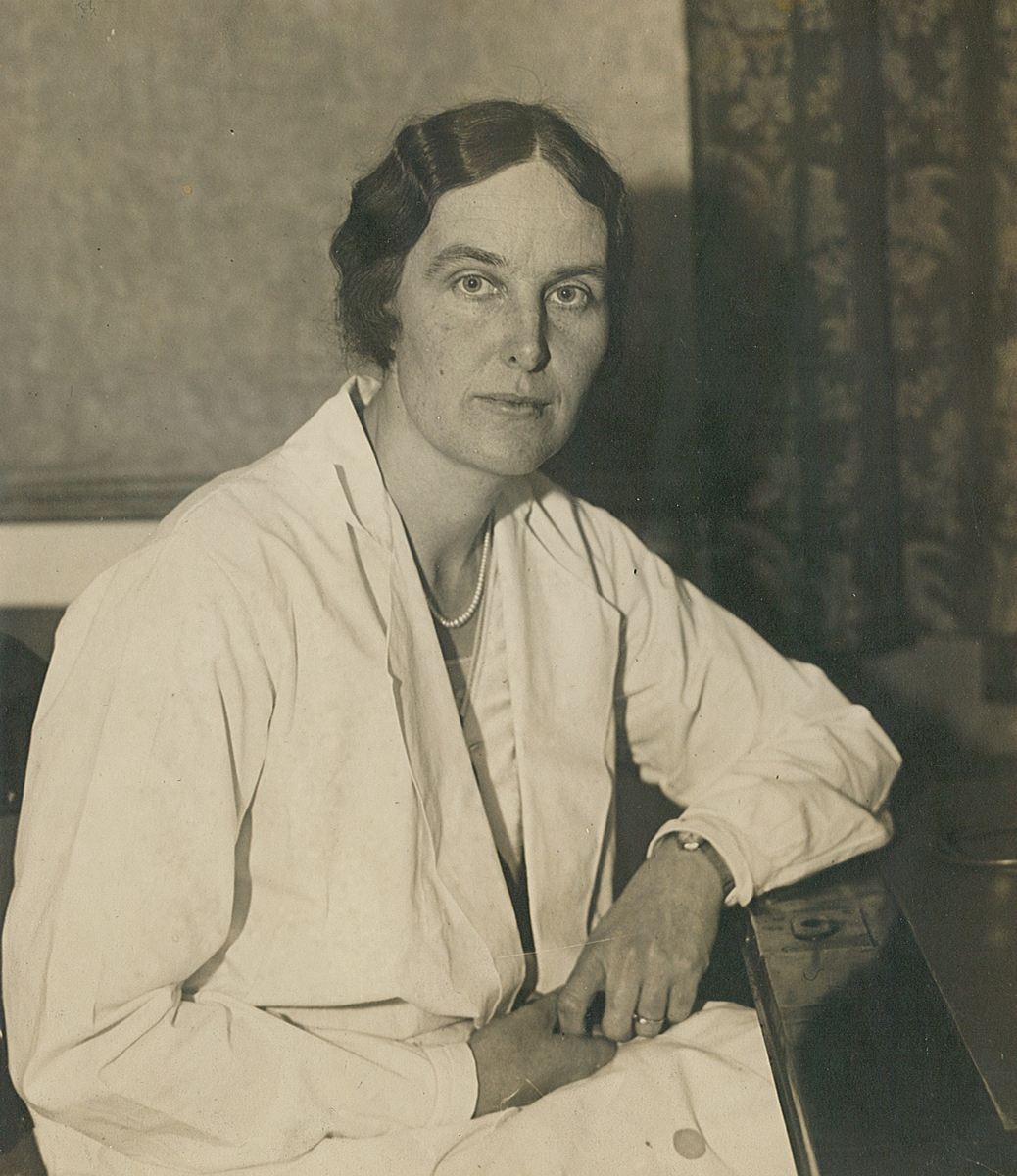
Tove Mohr (1891–1981)
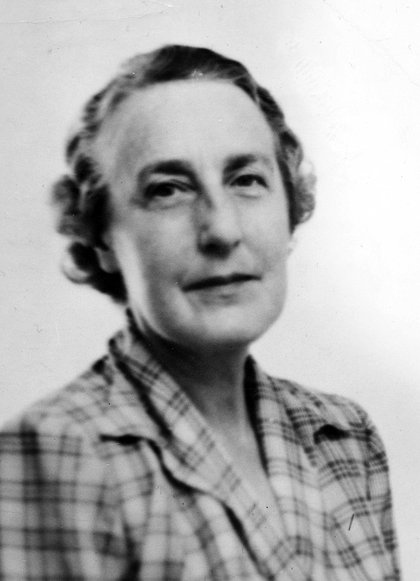
Marie Lous Mohr (1892–1973)

- A1 Christen Knudsen, aus Lunde auf Fünen.
  - B1 Jørgen Christensen.
    - C1 Niels Jørgensen Mohr (1797–1875), Gärtner in Bergen.
      - D1 Nils Georg Mohr (* 1825), Sanitätsintendant.
        - E1 Olaf Eugen Mohr (1856–1933), Pfarrer der Johannes-Gemeinde in Bergen ⚭ 1882 Jeanette Lous (1869–1942).
          - F1 Otto Lous Mohr (1886–1967), Genetiker, Hochschulprofessor und Wissenschaftspolitiker ⚭ 1914 Tove Kathrine Møller|Tove Mohr (1891–1981), Ärztin und Frauenrechtlerin, Tochter von Kai Møller (1859–1940), Gutsbesitzer und Politiker und Katti Anker Møller (1868–1945), Frauenrechtlerin. siehe Familie Anker
            - G1 Tove Agnethe Mohr|Tove Pihl (1924–1987), Pädagogin und Frauenrechtlerin ⚭ 1946 Alexander Pihl (1920–2009), Arzt.

          - F2 Hugo Lous Mohr (1889–1970), Maler ⚭ 1919 Elna Cecilie Faye (1895–1969), Enkelin von Jørgen Breder Faye (1823–1908), Bankier.[1]
            - G1 Jan Gunnar Faye Mohr|Jan Mohr (1921–2009), Genetiker und Hochschulprofessor.
            - G2 Bjart Faye Mohr (* 1925), Architekt ⚭ 1950 Anne-Marie Backer|Anne-Marie Backer Mohr (1928–2005), Keramikerin.

          - F3 Marie Lous Mohr (1892–1973), Pädagogin und Pazifistin.
          - F4 Anna Lous Mohr|Anna Branzell (1895–1983), Architektin.
          - F5 Bjarne Lous Mohr (1901–1986), Architekt und Hochschulprofessor.

      - D2 Emil Julius Mohr (1835–1886), Gärtner ⚭ 1874 Julie Georgine Harbitz|Julie Mohr (1856–1923), Frauenrechtlerin.